# Катастрофа Boeing 727 под Флорианополисом
Катастрофа Boeing 727 под Флорианополисом — крупная авиационная катастрофа, произошедшая вечером 12 апреля 1980 года. Авиалайнер Boeing 727-27C авиакомпании Trans Brasil выполнял внутренний пассажирский рейс TR303 по маршруту Белен—Форталеза—Бразилиа—Витория—Рио-де-Жанейро—Куритиба—Сан-Паулу—Флорианополис—Порту-Алегри, но при заходе на посадку во Флорианополисе в сложных погодных условиях (ливень) врезался в холм в 22 километрах от аэропорта Флорианополиса и разрушился. Из находившихся на его борту 58 человек (50 пассажиров и 8 членов экипажа) выжили 3.

## Самолёт

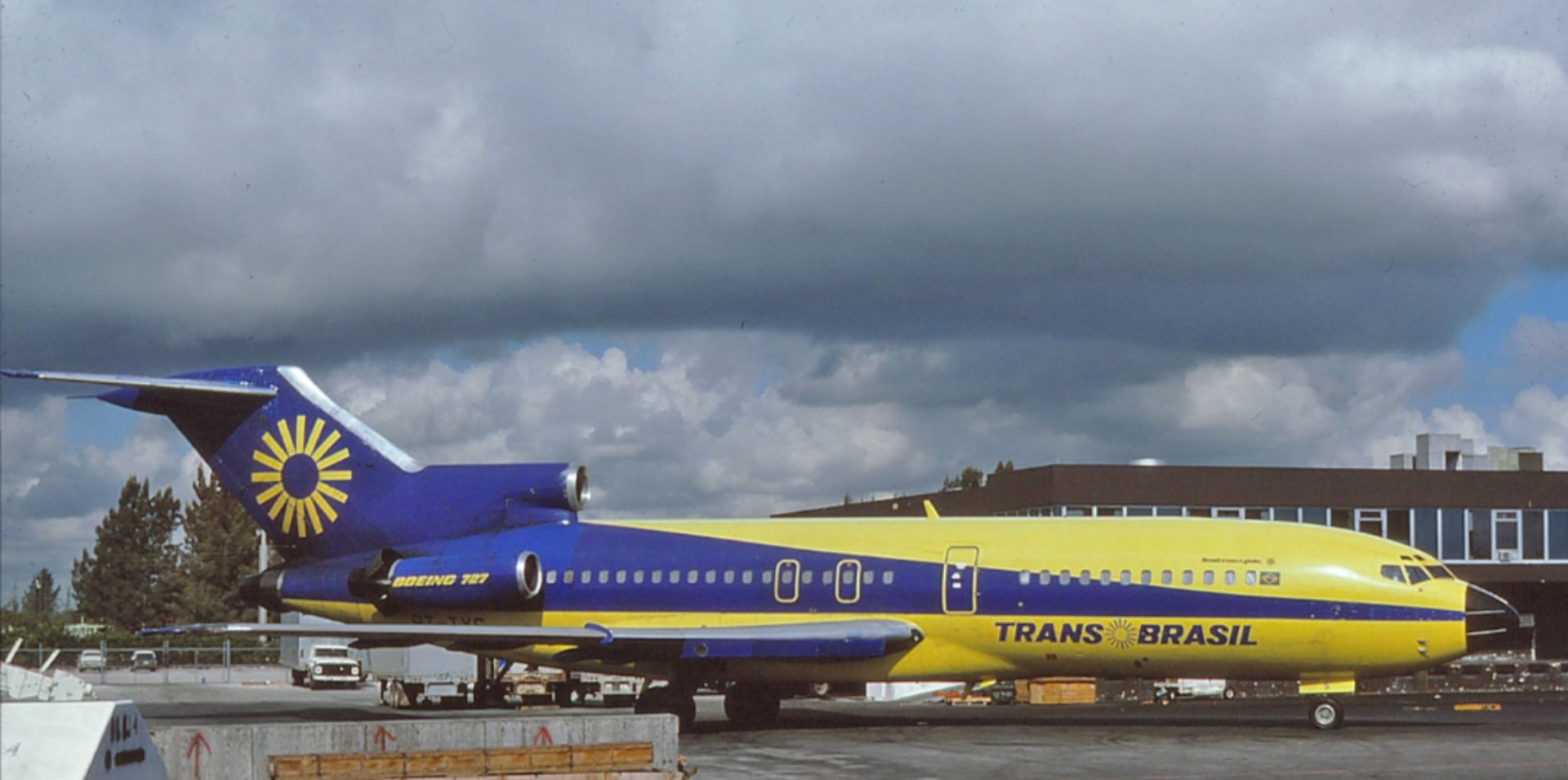
Разбившийся самолёт в 1979 году

Boeing 727-27C (регистрационный номер PT-TYS, заводской 19111, серийный 297) был выпущен в 1966 году (первый полёт совершил 1 июля). 14 августа того же года был передан американской авиакомпании Braniff International Airways, в которой получил бортовой номер N7272. 28 ноября 1975 года был куплен бразильской авиакомпанией Trans Brasil и его б/н сменился на PT-TYS. Оснащён тремя двухконтурными турбореактивными двигателями Pratt & Whitney JT8D-7.

## Экипаж
Состав экипажа рейса TR303 был таким:
- Командир воздушного судна (КВС) — Гералдо Алваро да Кунья Тейшейра (порт. Geraldo Álvaro da Cunha Teixeira).
- Второй пилот — Пауло Сезар Ваз Вандерлей (порт. Paulo César Vaz Vanderley).
- Бортинженер — Уолтер Лусио Мендес (порт. Walter Lúcio Mendes).

В салоне самолёта работали четверо бортпроводников:
- Катя Барселос (порт. Kátia Barcelos),
- Мария Леви Гедес (порт. Maria Levy Guedes),
- Гилсон Мартинс Гимарайнс (порт. Gilson Martins Guimarães),
- Эралдо Диас де Оливейра (порт. Eraldo Dias de Oliveira).

Также в составе экипажа был Рикардо Матриччани (порт. Ricardo Matricciani), работник авиакомпании Trans Brasil и майор ВВС Бразилии; но на данном рейсе он формально не выполнял никаких обязанностей и летел на откидном кресле в кабине экипажа.

## Расследование
Расследование причин катастрофы рейса TR303 проводил Национальный комитет по расследованию авиационных инцидентов (CENIPA).
Окончательный отчёт расследования был опубликован 16 ноября 1981 года.